# 仲間リサ
仲間 リサ（なかま リサ、1983年1月25日 - ）は、日本のファッションモデル、タレントである。本名、名嘉真 リサ（なかま リサ）。
沖縄県出身。エイジアプロモーション所属。沖縄県立普天間高等学校卒業。沖縄アクターズスクール出身。

## 来歴
2005年、ファッション雑誌『PINKY』（集英社）のプリンセスPINKYオーディションにてグランプリを受賞。同年から専属モデルとして活動している。
2006年10月より『めざましテレビ』（フジテレビ）内のコーナー「早耳トレンドNo.1」のレギュラーとなる。
2010年5月より所属事務所をアンフラマンスからワタナベエンターテインメントに移籍した2014年よりDIVINEに所属。。
2015年1月25日に、会社経営の男性と結婚。妊娠5か月であることを3月7日に報じられた。
2015年7月1日、第1子出産を公式ブログで発表。
2018年4月より、エイジアプロモーションに所属。

## 人物
- 両親とも日米ハーフであるため、本人も日米ハーフということになる[5]。
- 兄が1人いる[6]。
- 女優の前原エリは中学時代からの親友で、一時期同じ事務所に所属していた[7]。

## 出演

### テレビ
- 牟田刑事官事件ファイル30「横浜〜沖縄 二度殺された不思議な死体」（2001年9月1日、テレビ朝日）
- めざましテレビ：早耳ムスメ（2006年10月 - 2007年4月、フジテレビ）
- キングコングのあるコトないコト：ウラドリガール2号(メ〜テレ)
- PON!（2010年5月19日、日本テレビ）
- NEWCOMER LIVESHOW シンガタ（2010年10月16日、日本テレビ）
- 祝女〜shukujo〜 シーズン2（2010年12月2日、NHK総合）
- 奇跡ゲッター ブットバース!!（2010年12月11日、TBS）
- バラ色の聖戦（2011年9月 - 10月、テレビ朝日） - リカ 役
- お笑いワイドショー マルコポロリ!（2011年10月2日・9日、関西テレビ）
- 情報LIVE ただイマ!（2012年4月 - 2013年2月、NHK総合）
- ぼくの夏休み 第2部（2012年7月 - 8月、東海テレビ） - 倉持京子 役
- 妖怪キング (2014年) - カナ役

### 映画
- ワイルド7（2011年12月21日、ワーナー・ブラザース）

- リアル鬼ごっこ5（2012年5月26日） - 月野希 役

### CM
- アリオバザール
- サンケイリビング新聞社 - レイウエディング（2007年 - ）
- サミー - スパイダーマン2
- サムスン電子
- トレンドマイクロ - ウイルスバスター2008、ウイルスバスター2009、ウイルスバスター2010 （2008年 - ）
- ユニリーバ・ジャパン - モッズ･ヘア　エアリースプレーワックス（2009年 - ）
- 日清食品 - カップヌードルごはん　インフォーマシャル（2011年）
- ネスレ日本 - ネスカフェ 珈琲の恵み 生豆茶（2012年）、イモトアヤコ、中村明花と共演
- バスクリン - インセントスカルプGnocchi（2014年9⽉〜）[8]
- オリオンビール いちばん桜 (2014年11月 - ） [9]

### PV
- 『一期一会』中島みゆき
- 『刹那〜a sandglass of fate〜』城田優（U）
- 『Fall』槇原敬之

### 雑誌
- PINKY（集英社、2005年 - 2009年）専属モデル
- with

### 写真集
- 仲間リサ1st PHOTO BOOK（写真集）『HUGME!』（ワニブックス）2010年4月26日発売

### その他
- 新宿サブナード（2008年 - ）